# Xã Garden, Michigan
Xã Garden (tiếng Anh: Garden Township) là một xã thuộc quận Delta, tiểu bang Michigan, Hoa Kỳ. Năm 2010, dân số của xã này là 750 người.